# Pieve di San Giovanni Battista (Molli)
La pieve di San Giovanni Battista a Molli è un edificio sacro che si trova in località Molli, presso Tegoia, all'interno del territorio comunale di Sovicille, in provincia di Siena, arcidiocesi di Siena-Colle di Val d'Elsa-Montalcino.
Da alcune sorgenti poste nelle sue vicinanze nasce il fiume Elsa.

## Storia
Non vi sono notizie relative alla costruzione del borgo di Molli.
I ruderi dei possenti muri a secco che “riemergono” dal bosco che sovrasta la Pieve depongono per la presenza, in loco, di un castelliere etrusco o pre-etrusco. Anche lo stesso toponimo rimanda a memoria etrusca, ma c’è chi ne sostiene la derivazione dalla presenza di acqua: bene assai raro in zona e che senz’altro avrebbe potuto influenzare l’origine del nome.
Si osserva che in epoca antecedente la costruzione del ponte della Pia e della strada che costeggia il torrente Rosia, fosse utilizzata per il collegamento di Siena con la Maremma, un’antica via di transito per Molli. Tale percorso, con l’apertura del “Varco di Pelli” costituì l’itinerario obbligato per il trasporto dei pregiati marmi della Montagnola (Broccatello e Giallo) usati per l’Opera del Duomo di Siena.
Il borgo di Molli ha costituito, nei periodi di pericolo, un rifugio per le popolazioni della valle e della fascia pedemontana.
All’interno dell’attuale “casa canonica” dal lato est si ravvisa l’esistenza di un cassero con cisterna d’acqua alla base, oggi ridotta a camera. Dal lato sud-ovest un’altra stanza con pianta quadrata e racchiusa tra spessi parametri murari, parrebbe indicare la presenza di una torre di guardia.
I primi documenti della Pieve di Molli risalgono al 1078, anno in cui la gran contessa Matilde di Canossa, da non confondere con Ava Matilde chiamata la Signora di Montemaggio, mediante un suo placito, donò la chiesa a Vescovi di Volterra. Si ritiene, comunque, che la chiesa di Molli fosse stata costruita precedentemente al 1078 e ciò si desume da studi sulla struttura muraria che la fanno risalire ad epoca longobarda.
È, invece, probabile che la contessa Matilde di Canossa abbia ristrutturato con elementi propri del romantico (pietre della navata centrale stuccate anticamente a mo’ di filaretto, campanile a torre ecc.) una costruzione preesistente.
Intorno al 1300 la Pieve di Molli acquisì importanza anche temporale, dal momento che vi fu fondato uno dei comunelli di cui era costituita la Repubblica di Siena. Sembra tra l’altro che il primo rettore del comune della Pieve di Molli fosse Sozzo Angiolieri, cugino del più famoso Cecco.
Si conserva ancora oggi, presso l’Archivio di Sato di Siena, il testo originale dello statuto del Comune, con miniatura sul frontespizio di San Giovanni Battista recante l’epigrafe: “Ego vox clamantis in deserto: parate viam Domini”.
La pubblicazione dello statuto fu curata dallo studioso Luciano Banchi. Degno di Nota è l’equilibrio che viene mantenuto, nel testo, tra l’autorità politica e quella ecclesiastica, raro esempio di compromesso tra il potere temporale e quello spirituale.
Il comune estendeva la propria giurisdizione civile ai borghi di Molli, Tegoia, Cerbaia e Macereto (quest’ultimo è stato da alcuni confuso con la località posta sui bordi del fiume Merse; il “nostro” Macereto sembra doversi collocare invece a Palazzo a Piano, secondo quanto argutamente osservato dal Prof. Boetti nella sua opera “Suavis locus ille”). Dei borghi che costituivano il Comune di Molli il più popolato attualmente è Tegoia, che conta circa cento abitanti degli altri, all’epoca costruiti quasi certamente in legno, ben poco rimane. Salvo il Cassero di Cerbaia, trasformato in villa e pochi resti delle strutture del basamento a scarpa della torre di Palazzo a Piano. Solo per completezza, ma con una notevole dose di incertezza, diciamo che in località Pretale, presso la fattoria delle Reniere, sorgeva la Pretura addetta presumibilmente al Comune. L’importanza del luogo fa ritenere che in Pretale vi fosse la sede di un giudice della Repubblica di Siena, dotato del “Bannum-sanguinis” ovvero della più alta competenza penale.
Il comune di Molli si dissolse intorno al 1550, in periodo prossimo alla caduta della Repubblica di Siena, proprio perché il governo centrale fu costretto ad imporre tributi insostenibili ai comunelli del contado, per coprire le spese di guerra.
Dal punto di vista spirituale la Pieve di Molli assunse, man mano, sempre maggiore importanza. Nel 1592, anno in cui fu istituita la Diocesi di Colle di Val d’Elsa, la Pieve fu distaccata da quella di Volterra per divenire la residenza estiva dei Vescovi di Colle. Repetti nel “Dizionario storico della Toscana” annovera fra le chiese suffraganee di Moli quelle di Simignano, di san Bartolomeo de’ Coni, la chiesa di Lasciano (si ritiene che si tratti di un’antica chiesetta sita in località omonima, di cui oggi si sono perse completamente le tracce) e Santa Maria a Radi di Montagna. In seguito la Pieve di Molli divenne Vicaria con giurisdizione praticamente su tutta la Montagnola. Sono state unite alla parrocchia di san Giovanni Battista a Molli quelle di Tonni e Gallena. Con il fenomeno dell’urbanesimo ed il conseguente spopolamento delle campagne, la Pieve di Molli divenne praticamente inutilizzata tanto da non essere più officiata fin dal 1960 e sconsacrata definitivamente nel 1970. Il beneficio parrocchiale fu trasferito nella nuova chiesa di Tegoia. Nel 1986 entra con tutto il territorio della diocesi colligiana a far parte dell'Arcidiocesi di Siena - Colle di Val d'Elsa - Montalcino.
Finisce così lo splendore spirituale della Pieve, abbastanza bruscamente. Si ricorda nel periodo della Resistenza, la “Battaglia di Molli” che vide la caduta, dopo un intenso scontro a fuoco, di alcuni partigiani.
La Pieve di Molli, che sorge in uno dei punti più alti della Montagnola Senese e sullo spartiacque che divide la Val di Merse dalla Val d’Elsa, consta di tre navate divise da una serie di quattro archi a tutto sesto.
La navata di destra, distrutta dalle rovine del campanile che crollò colpito da un fulmine, è interrotta fino all’altezza delle ultime due campate, mentre quella di sinistra, un tempo divisa in due stanze, è stata ripristinata e riportata al volume originale.
Il tetto, oggi a capanna e sorretto nella navata centrale da tre capriate con architravi a mensola, era in origine strutturato diversamente. Le navate laterali, infatti, erano più basse di quelle attuali tanto che le travi di sostegno del tetto poggiavano sui muri della navata centrale. Le due monofore con arco a tutto sesto poste sul presbiterio, e che davano luce alla chiesa, si affacciano oggi all’interno delle navate laterali. Riprova questa che in un periodo non databile si è ritenuto di sopraelevare il tetto delle navate laterali fino all’altezza degli spioventi più bassi della navata centrale. Del tutto mancante è l’abside.
Degno di nota è, invece, il campanile sicuramente di stile romanico e costruito in pietra di torre: la parte alta, ristrutturata dopo la rovina causata dal fulmine, è di recente costruzione e di pessimo gusto.
Il barocco ha lasciato anche nella Pieve di Molli, i propri segni, ma le sovrastrutture settecentesche sono ormai quasi del tutto cancellate. L’altare centrale è stato irrimediabilmente lesionato dalle infiltrazioni di acqua piovana ed oramai è del tutto perduto. La pregevole fattura delle sovrastrutture barocche che un tempo adornavano la chiesa, opera dei noti fratelli Cremona, è ancora visibile negli altari laterali.
Nel 1900 la chiesa di nuovo imbiancata e ripulita, fu decorata da tal Ermenegildo Parri la cui storia ci è del tutto sconosciuta.
Attualmente la chiesa si presenta riportata alle primitive strutture di cui ne fanno parte integrante i possenti pilastri a pianta quadrata a base dei muri che sostengono i tetti delle tre navate.
L’altare maggiore è stato ricostruito con bozze provenienti dalla rovina del campanile, sulle quali è posta la grande pietra rettangolare con cornice, che formava, prima del 1700, l’altare della chiesa di Radi di Montagna. Il pavimento attuale in cotto, è composto da vari strati, segno di molteplici rifacimenti nel corso dei secoli. La facciata della chiesa, di struttura simmetrica, data probabilmente 1719, così come il portale di stile rinascimentale, ma collocabile senz’altro nel periodo barocco.
Attualmente la Pieve di Molli è gestita dall'Associazione Gruppo di Molli, associazione eretta con provvedimento dell’Arcivescovo Metropolita di Siena Mons. Gaetano Bonicelli n.35/96 del 6 Aprile 1996.

## Opere già in loco
- Dalla pieve proviene una piccola tavola del '400, riemersa dopo un restauro da una pesante ridipintura seicentesca, raffigurante una Madonna col Bambino, che è quanto rimane di un'immagine più ampia che forse si rifaceva all'iconografia della Madonna dell'Umiltà. L'opera è riferibile a Stefano di Giovanni di Consolo, detto il Sassetta, autore di ambito senese, attivo nella prima metà del sec. XV, e si collocherebbe nella fase matura dell'attività dell'artista. Il dipinto oggi è conservato al Museo Diocesano di Siena.

## Piviere di San Giovanni Battista
- canonica di San Michele a Trecciano
- chiesa di San Michele ad Asciano
- chiesa di Santa Maria a Radi
- chiesa dei Santi Quirico e Bartolomeo a Tonni
- chiesa di Santa Lucia a Partena
- chiesa di San Pietro a Tonni